# أولاد القاضي الكواملة (أولاد بوراس)
أولاد القاضي الكواملة هو دُوَّار يقع بجماعة أولاد حسين، إقليم الجديدة، جهة الدار البيضاء سطات في المملكة المغربية. ينتمي الدوّار لمشيخة أولاد بوراس التي تضم 14 دوار. يقدر عدد سكانه بـ 355 نسمة حسب الإحصاء الرسمي للسكان والسكنى لسنة 2004.

## روابط خارجية
- البوابة الوطنية للجماعات الترابية
- المندوبية السامية للتخطيط